# 池谷敏忠
池谷 敏忠（いけたに としただ、1931年5月20日 - 2007年8月14日）は、英文学者・比較文学者。文学博士（愛知淑徳大学・2000年）。愛知淑徳大学教授などを歴任。

## 略歴
神奈川県生まれ。早稲田大学第一文学部英文科卒、中日新聞記者を経て、金城学院大学、中京大学教授、愛知淑徳大学教授を務める。2000年、「日本文学におけるT.S.エリオット」で愛知淑徳大学より文学博士の学位を取得。スティーヴンズ、エリオットなどアメリカ詩および西脇順三郎など日本の文学者についての著書多数、俳句の英訳もある。表現学会理事、日本比較文学会会員。

## 著書
- 西脇順三郎ノート 千種正文館, 1967
- 「スペクトラム」にみる西脇詩の原型 視界発行所, 1973
- 英米現代詩研究 松柏社, 1974
- 比較文学試論 松柏社, 1976
- T・S・エリオット試論 丸善名古屋支店, 1977
- 西脇順三郎の世界 松柏社, 1980
- アメリカ現代詩試論 松柏社, 1980
- 比較文学試論集 T.S.エリオットを中心に 晃学出版, 1982
- T.S.エリオットと日本文学 晃学出版, 1988
- ウォレス・スティーヴンズ研究 晃学出版, 1990
- T.S.エリオット論考 晃学出版, 1992
- 日本文学におけるT.S.エリオット 晃学出版, 1999
- 江藤淳の生活と意見 晃学出版, 2001
- 秀華詩抄 晃学出版, 2003
- 再生 秀華歌集 晃学出版, 2005
- 吉田健一の文明批評 晃学出版, 2006
- 鎮魂の詩歌 茨木のり子・山中智恵子 晃学出版, 2006

## 翻訳
- 美と秩序の理念 詩集 ウォーレス・スティーヴンズ 宇宙時代出版部, 1963
- ミネソタ詩集 片桐ユズル共訳 思潮社, 1967
- 四つの四重奏 T・S・エリオット 宇宙時代社出版部, 1968
- ウォレス・スティーヴンズ詩集 千種正文館, 1969
- ウォレス・スティーヴンズ格言集 千種正文館, 1971
- ジェームズ・ライト詩集 松柏社, 1973
- ロバート・ブライ詩集 松柏社, 1973
- 文学の原型 ノースロップ・フライ 名古屋英米現代詩研究会, 1974
- 批評家を批評する T.S.エリオット 名古屋英米現代詩研究会, 1974
- T.S.エリオット断章 視界発行所, 1980

## その他
- 良寛の俳句抄 英訳付き 霽々社, 1977
- The English version of modern haiku 近、現代俳句英訳 東海俳句懇話会, 2005
- 視界 西脇順三郎追悼特集 視界発行所, 1982